# 도동어린이도서관
도동어린이도서관은 경상남도 진주시 소재의 시립 어린이 도서관이다.

## 연혁
- 2009년 12월 16일 도동어린이도서관 개관

## 시설현황
- 2층: 시청각실, 사무실, 방송실
- 1층: 유아자료실, 초등자료실, 쉼터

## 이용 안내
이용시간
- 평일: 09:00 ~ 18:00
- 토·일/공휴일: 09:00 ~ 17:00

휴관일
- 정기휴관일: 매월 첫째 월요일/ 신정·구정, 추석 연휴
- 임시휴관일: 도서관장 공고일